# Santa Maria Val Müstair
Santa Maria Val Müstair (do 1995 Santa Maria im Münstertal) – miejscowość w Szwajcarii, w kantonie Gryzonia, w regionie Engiadina Bassa/Val Müstair, w gminie Val Müstair. Leży w dolinie Val Müstair. Językiem urzędowym w Santa Maria Val Müstai jest retoromański. Do 31 grudnia 2008 samodzielna gmina (Gemeinde), którą dzień później połączono z pozostałymi pięcioma gminami: Fuldera, Lü, Müstair, Tschierv oraz Valchava. 